# Lekkoatletyka na Letnich Igrzyskach Olimpijskich 1896 – bieg na 100 m
Biegi na 100 metrów podczas Igrzysk odbyły się w dniach 6 kwietnia (Eliminacje) oraz 10 kwietnia (finał). Do biegu zostało zgłoszonych 21 biegaczy, lecz później sześciu się wycofało. Ostatecznie wystartowało 15 biegaczy, bez autorów najlepszych wyników w 1896 -  Bernie Wefersa i  Charlesa Bradleya, którzy spotkali się we wrześniu 1895 na pojedynku London Athletic Club - New York Athletic Club, gdzie wygrał Wefers. Najlepszym kontynentalnym sprinterem był prawdopodobnie  Fritz Hofmann, który wygrał zawody „Championship of the Continent” w Berlinie w 1893 roku na dystansach 100 i 400 m.

## Medaliści
| Medal  | Zawodnik                                               |
| ------ | ------------------------------------------------------ |
| Złoto  | Tom Burke Stany Zjednoczone                            |
| Srebro | Fritz Hofmann Niemcy                                   |
| Brąz   | Francis Lane Stany Zjednoczone & Alajos Szokolyi Węgry |

## Eliminacje
Eliminacje do biegu na 100 metrów był pierwszą konkurencją Igrzysk Olimpijskich. Pięciu sprinterów w każdym biegu stanęło do rywalizacji o finał. Pierwszy bieg wygrał Amerykanin Francis Lane z Princeton University (12.2) pokonując Węgra Alajosa Szokolyi (12.6). Drugą parą, która awansowała do finału byli Thomas Curtis ze Stanów Zjednoczonych (12.2) i gospodarz Aleksandrosa Chalkokondilisa (12.6). Ostatni bieg wygrał także reprezentant Stanów Zjednoczonych Tom Burke, który z czasem 11.8 ustanowił rekord olimpijski. Drugie miejsce zajął Niemiec Fritz Hofmann.

### 1 bieg eliminacyjny

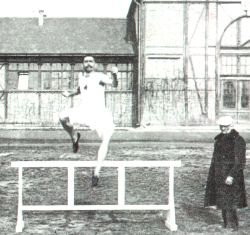
Alajos Szokolyi - brązowy medalista

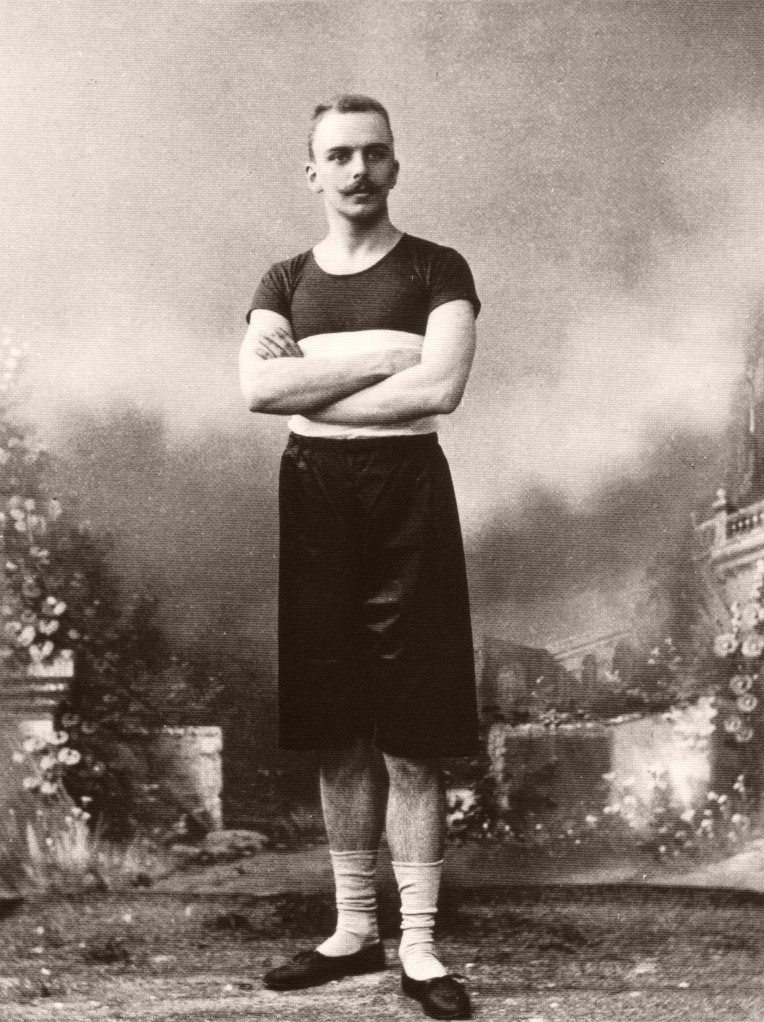
Friedrich Traun - Niemiecki Olimpijczyk

| lp. | Zawodnik        | Kraj                 | Wynik    | Uwagi |
| --- | --------------- | -------------------- | -------- | ----- |
| 1.  | Francis Lane    | Stany Zjednoczone    | 12.2     | Q     |
| 2.  | Alajos Szokolyi | Węgry                | 12.6     | Q     |
| 3.  | Charles Gmelin  | Wielka Brytania      | (12.9)   |       |
| 4.  | Adolphe Grisel  | Francja              | nieznany |       |
| 5.  | Kurt Dörry      | Cesarstwo Niemieckie | nieznany |       |

### 2 bieg eliminacyjny
| lp. | Zawodnik                   | Kraj              | Wynik    | Uwagi |
| --- | -------------------------- | ----------------- | -------- | ----- |
| 1.  | Thomas Curtis              | Stany Zjednoczone | 12.2     | Q     |
| 2.  | Aleksandros Chalkokondilis | Królestwo Grecji  | 12.6     | Q     |
| 3.  | Launceston Elliot          | Wielka Brytania   | (12.9)   |       |
| 4.  | Eugen Schmidt              | Dania             | nieznany |       |
| 5.  | George Marshall            | Wielka Brytania   | nieznany |       |

### 3 bieg eliminacyjny
| lp.   | Zawodnik          | Kraj                 | Wynik    | Uwagi |
| ----- | ----------------- | -------------------- | -------- | ----- |
| 1.    | Tom Burke         | Stany Zjednoczone    | 11.8.    | Q     |
| 2.    | Fritz Hofmann     | Cesarstwo Niemieckie | 12.6     | Q     |
| 3.    | Friedrich Traun   | Cesarstwo Niemieckie | (13.5)   |       |
| 4.-5. | Jeorjos Jenimatas | Królestwo Grecji     | nieznany |       |
| 4.-5. | Henrik Sjöberg    | Szwecja              | nieznany |       |

## Finał
Finał biegu na 100 metrów został rozegrany cztery dni po eliminacjach - 10 kwietnia. Do rywalizacji nie przystąpił Amerykanin Thomas Curtis, który tego samego dnia wygrał bieg na 110 metrów przez płotki. 
Ze startu zawodnicy wyszli równo, jednak po połowie dystansu wyraźnie na czele znajdowali się Burke i Hofmann. W drugiej połowie dystansu Amerykanin wyraźnie oddalił się od Niemca i pewnie wygrał bieg z przewagą około 3 metrów. 
| lp. | Zawodnik                   | Kraj                 | Wynik | Uwagi |
| --- | -------------------------- | -------------------- | ----- | ----- |
| 1.  | Tom Burke                  | Stany Zjednoczone    | 12.0  |       |
| 2.  | Fritz Hofmann              | Cesarstwo Niemieckie | 12.2  |       |
| 3.  | Francis Lane               | Stany Zjednoczone    | 12.6  |       |
| 3.  | Alajos Szokolyi            | Węgry                | 12.6  |       |
| 5.  | Aleksandros Chalkokondilis | Królestwo Grecji     | 12.6  |       |
| –   | Thomas Curtis              | Stany Zjednoczone    | DNS   |       |